# 神今食
神今食（じんこんじき／かむいまけ）は、神道における祭礼のひとつ。平安時代の宮中行事の1つで、陰暦6月・12月の月次祭の際に行われる。

## 概要
陰暦6月と12月の月次祭終了後の夜、天皇が中和院の神嘉殿で、天照大神を勧請（かんじょう）して、忌火（いみび）で改めて炊いた新しい御飯を天皇自身が供え、自身も共食し、共寝するという儀式である。新嘗祭との違いは、新穀を用いるか、旧穀を用いるかの点にあり、神饌の数量は新嘗祭より少なく、豊明節会（とよのあかりのせちえ）も行われなかった。
文献では、『本朝月令』に引用された『高橋氏文』の716年の記事に初めて見られる。736年8（天平8年）前後の平城京跡出土の木簡に、「神今木」と記されている。12世紀の院政期には衰微したという。